# Krasni (Xebékino)
Krasni - Красный (rus) - és un khútor a l'óblast de Bélgorod, a Rússia. El 2010 tenia 11 habitants. Pertany al districte (raion) de Xebékino.